# 東魏

東魏
魏

540年頃

東魏（とうぎ、534年 - 550年）は、中国の南北朝時代にあった北朝の国の一つ。北魏が分裂して成立した二つの魏のうち、函谷関の東側で中原を中心とした版図を持つ国の呼び名。函谷関の西側で関中を中心とした版図を持つ国の方は、西魏と呼んで区別する。
「北魏」「東魏」「西魏」は、いずれも後代の史家が便宜上そう呼びはじめたもので、本来の国号はみな魏である。また、東魏・西魏のそれぞれが魏（北魏）の正統を自認していた。

## 概要
534年、大丞相高歓を排除しようと謀って失敗した北魏の孝武帝は、洛陽から逃れて関中に入り、宇文泰に保護された。高歓はやむなく鄴で元善見（孝静帝）を皇帝に擁立した。これが東魏と呼ばれる。一方、宇文泰は孝武帝と相性が悪く、孝武帝を毒殺して元宝炬（文帝）を皇帝に擁立した。こちらは西魏と呼ばれる。
東魏では高歓が専権を振るい、孝静帝は高氏一族の傀儡でしかなかった。国力は当初は西魏に対して優っていたにもかかわらず、しばしば軍事的敗北を喫した。547年に高歓が死ぬと、その長男の高澄が大丞相を継いだ。間もなく侯景が南朝梁に降って東魏に叛くと、慕容紹宗に侯景を討たせ、高澄は鄴に残った侯景の妻子を殺害、また南朝梁と修好して、侯景を孤立に追い込んだ。549年、高澄は相国に上り、斉王に封じられた。しかし高澄は暴虐が酷さを増すばかりだったので、蘭京に殺された。高歓の次男の高洋が相国・斉王を継ぎ、この高洋が550年に孝静帝から禅譲されて帝位に即き、翌年元旦に国号を斉（北斉）に革めた。ここに東魏の16年の短い歴史が終った。

## 皇帝
1. 孝静帝（元善見、在位：534年 − 550年[注釈 1]）

## 元号
1. 天平（534年 − 537年）
2. 元象（538年 − 539年）
3. 興和（539年 − 542年）
4. 武定（543年 − 550年）

## 史跡
- 茹茹公主墓(東魏550年葬) - 河北省邯鄲市磁県に残る墳墓。1978年から1979年にかけて発掘され、21mにおよぶ彩色壁画[1]や東ローマ帝国時代の金貨を含む副葬品が発見されている[2]。